# 呉棫
呉 棫（ご よく）は、中国宋代の官僚・音韻学者。字は才老。舒州の出身。

## 略歴
宣和6年（1124年）に進士に合格、泉州通判となる。今に残る著書に音韻学書の『韻補』があり、『書稗伝』の撰者でもある。また『古文尚書』について懐疑を起こした。